# Tabun
Tabun hoặc GA là chất hoá học vô cùng độc hại. Đây là chất lỏng trong suốt, không màu và không vị với mùi trái cây nhẹ. Nó được phân loại như là một tác nhân thần kinh vì nó gây tử vong can thiệp vào hoạt động bình thường của hệ thần kinh động vật có vú. Việc sản xuất chất hóa học này được kiểm soát chặt chẽ và việc dự trữ bị cấm bởi Hiệp ước Khí hoá học năm 1993. Tabun là thuốc chống thần kinh đầu tiên của G-series cùng với GB (sarin), GD (soman) và GF (cyclosarin).
Mặc dù tabun tinh khiết là trong suốt, tabun ít tinh khiết có thể là màu nâu. Nó là một chất hóa học dễ bay hơi, mặc dù ít hơn sarin hoặc soman.
Tabun có thể bị phá hủy bằng bột tẩy trắng (calcium hypochlorite), mặc dù khí nitơ cyanogen độc hại được tạo ra.

## Tổng hợp
Tabun được Đức được sản xuất trên quy mô công nghiệp trong Thế chiến thứ II, dựa trên một quy trình được phát triển bởi Gerhard Schrader. Trong nhà máy sản xuất hóa chất ở Dyhernfurth an der Oder, có tên mã là "Hochwerk", ít nhất 12.000 tấn chất này được sản xuất từ năm 1942 đến năm 1945. Quá trình sản xuất bao gồm hai bước, phản ứng đầu tiên là phản ứng khí dimethylamine (1) với sự dư thừa của phosphoryl chlorua (2), tạo ra dimethylamidophosphoric dichloride (3, tên mã "Produkt 39" hoặc "D 4") và dimethylammonium chloride (4). Dimethylamidophosphoric dichloride. Dạng dimethylamidophosphoric dichloride được tinh chế bằng cách chưng cất chân không và sau đó chuyển sang dây chuyền sản xuất chính của Tabun. Ở đây nó đã phản ứng với một lượng natri cyanide dư thừa (5), phân tán trong chlorobenzene khô, sản sinh dimethylamidophosphoric dicyanide trung gian (không được mô tả trong chương trình) và natri chloride (8); sau đó thêm ethanol tuyệt đối (6), phản ứng với dimethylamidophosphoric dicyanide để tạo thành tabun (7) và hydrogen cyanide (9). Sau phản ứng, hỗn hợp (gồm khoảng 75% chlorobenzene và 25% tabun, cùng với muối không hòa tan và phần còn lại của hydrogen cyanide) được lọc để loại bỏ các muối không hoà tan và chưng cất bằng chân không để loại bỏ hydrogen cyanide và chlorobenzene dư thừa, do đó (Tabun A) hoặc (sau chiến tranh) là 80% tabun với 20% chlorobenzene (Tabun B).

## Ảnh hưởng của việc phơi nhiễm quá mức
Các triệu chứng phơi nhiễm bao gồm: căng thẳng / bồn chồn, buồn nôn (co thắt đồng tử), chảy nước mũi, chảy nước mắt nhiều, khó thở (khó thở vì co thắt phế quản / tiết), ra mồ hôi, nhịp tim chậm, mất ý thức, co giật, bại liệt, mất kiểm soát bàng quang và ruột, ngưng thở (ngừng thở) và phồng phổi. Các triệu chứng chính xác của tiếp xúc quá mức cũng giống như các triệu chứng của nhiễm chất độc thần kinh. Tabun độc hại ngay cả trong liều lượng nhỏ. Số lượng và mức độ nghiêm trọng của các triệu chứng xuất hiện thay đổi tùy theo lượng chất được hấp thụ và tỷ lệ nhập vào cơ thể. Liều dùng da rất nhỏ đôi khi gây ra chứng mồ hôi cục bộ và run lên cùng với đồng tử bị thu hẹp đặc trưng với một ít ảnh hưởng khác. Tabun có khoảng một nửa độc như sarin khi hít phải, nhưng ở nồng độ thấp sẽ gây kích thích mắt hơn sarin. Ngoài ra, tabun nghỉ ngơi từ từ, mà sau khi tiếp xúc nhiều lần có thể dẫn đến tích tụ trong cơ thể.
Tác dụng của tabun xuất hiện chậm khi tabun được hấp thu qua da hơn là hít phải. Một nạn nhân có thể hấp thụ một liều chết người nhanh chóng, mặc dù tử vong có thể bị trì hoãn trong một đến hai giờ. Quần áo của một người có thể giải phóng chất độc hại trong vòng 30 phút sau khi tiếp xúc. Liều chết người chết trong một đến mười phút, và chất lỏng hấp thụ qua mắt giết chết gần như là nhanh. Tuy nhiên, những người gặp phơi nhiễm với tabun có thể hồi phục hoàn toàn, nếu được điều trị gần như ngay khi phơi nhiễm xảy ra. [1] LCt50 cho tabun khoảng 400 mg-min / m3. The LCt50 for tabun is about 400 mg-min/m³.
Điều trị nghi ngờ ngộ độc tabun thường là ba mũi thuốc giải độc thần kinh, như atropine. Pralidoxime chloride (2-PAM Cl) also works as an antidote; however, it must b Chloride Pralidoxime (2-PAM Cl) cũng hoạt động như một thuốc giải độc; tuy nhiên, nó phải được thực hiện trong vài phút đến vài giờ sau khi phơi nhiễm có hiệu quả.

## Lịch sử
Tabun là tác nhân thần kinh đầu tiên được biết đến, đặc tính của hóa chất này phát hiện một cách tình cờ vào tháng 1 năm 1936  bởi nhà nghiên cứu Đức Gerhard Schrader. Schrader đã thử nghiệm một loại hợp chất gọi là organophosphates, loại trừ côn trùng bằng cách làm gián đoạn hệ thống thần kinh của chúng, để tạo ra một loại thuốc trừ sâu hiệu quả hơn cho IG Farben, một tập đoàn công nghiệp hóa chất và dược phẩm của Đức tại Elberfeld. Ông phát hiện ra rằng, tabun, ngoài là một loại thuốc trừ sâu mạnh, còn là một chất kịch độc đối với con người.
Trong Chiến tranh thế giới thứ hai, là một phần của chương trình Grün 3, một nhà máy chế tạo tabun đã được thành lập tại Dyhernfurth (nay là Brzeg Dolny, Ba Lan) vào năm 1939. Khởi động bởi Anorgana, GmbH, nhà máy đã bắt đầu sản xuất chất vào năm 1942. Lý do của việc trì hoãn là những biện pháp phòng ngừa cực đoan được sử dụng bởi nhà máy. [10] Các sản phẩm trung gian của tabun có tính ăn mòn và phải được chứa trong các thạch anh hoặc bạc. Bản thân Tabun cũng có tính độc hại cao, và các phản ứng cuối cùng được tiến hành sau những bức tường kính kép. Việc sản xuất đại lý quy mô lớn gây ra những vấn đề về sự xuống cấp của tabun theo thời gian, và chỉ khoảng 12.500 tấn nguyên liệu được sản xuất trước khi Nhà máy Liên Xô bắt giữ nhà máy. Nhà máy ban đầu sản xuất vỏ và bom trên không sử dụng hỗn hợp 95: 5 của tabun và chlorobenzene, được gọi là "Variant A", và trong nửa sau của chiến tranh chuyển thành "Biến thể B", một hỗn hợp 80:20 của thiết kế tabun và chlorobenzene để phân tán dễ dàng hơn. Liên Xô đã tháo dỡ nhà máy và vận chuyển nó tới Nga. [Cần dẫn nguồn]
Trong cuộc xét xử Nuremberg, Albert Speer, Bộ trưởng Bộ Khí tài và Vũ trang cho Đức Quốc Xã, đã xác nhận rằng ông đã lên kế hoạch giết Adolf Hitler vào đầu năm 1945 bằng cách đưa tabun vào trục thông gió Führerbunker. . Ông nói rằng những nỗ lực của ông đã bị thất vọng bởi sự không thực tế của tabun và sự thiếu sẵn sàng tiếp cận của ông đối với một chất độc thần kinh thay thể,  và cũng bởi việc xây dựng bất ngờ của một ống khói cao, đưa không khí vào ra ngoài tầm với.
Mỹ một lần đã có một chương trình sản xuất tạm thời, đã kết thúc cách đây nhiều thập kỷ. Giống như các chính phủ Đồng minh khác, Liên Xô đã sớm bỏ rơi Tabun (GA) cho Sarin (GB) và Soman (GD). Một số lượng lớn các chất độc của Đức đã được đổ xuống biển để trung hòa hóa chất.
Vì GA là sản phẩm dễ dàng hơn nhiều so với các loại vũ khí G-series khác và quá trình này được hiểu rộng rãi, các quốc gia phát triển khả năng hoạt động thần kinh nhưng thiếu các cơ sở công nghiệp tiên tiến thường bắt đầu bằng cách sản xuất GA.
Trong chiến tranh Iran-Iraq 1980-1988, Irac đã sử dụng số lượng vũ khí hoá học chống lại lực lượng mặt đất của Iran. Mặc dù các tác nhân thông dụng nhất là khí mù tạc và sarin, tabun và cyclosarin cũng được sử dụng.
Tabun đã được sử dụng trong cuộc tấn công hóa học Halabja năm 1988.
Việc sản xuất hoặc dự trữ các tabun đã bị cấm bởi Công ước Vũ khí hoá học năm 1993. Các kho dự trữ trên toàn thế giới được tuyên bố theo quy ước là 2 tấn, và vào tháng 12 năm 2015 các kho dự trữ này đã bị phá hủy.